# Rhona Mitra
Rhona Mitra (født 9. august 1976), til tider krediteret Rona Mitra, er en britisk skuespillerinde, der blandt andet blev hyret af Eidos Interactive til at optræde som den fiktive engelske arkæolog Lara Croft.